# Małgorzata Windsor (księżniczka)
Księżniczka Małgorzata, hrabina Snowdon (ang. Margaret Rose; ur. 21 sierpnia 1930 w Glamis, zm. 9 lutego 2002 w Londynie) – księżniczka Zjednoczonego Królestwa Wielkiej Brytanii i Irlandii Północnej z dynastii Windsorów, córka króla Jerzego VI i młodsza siostra królowej Elżbiety II.

## Życiorys

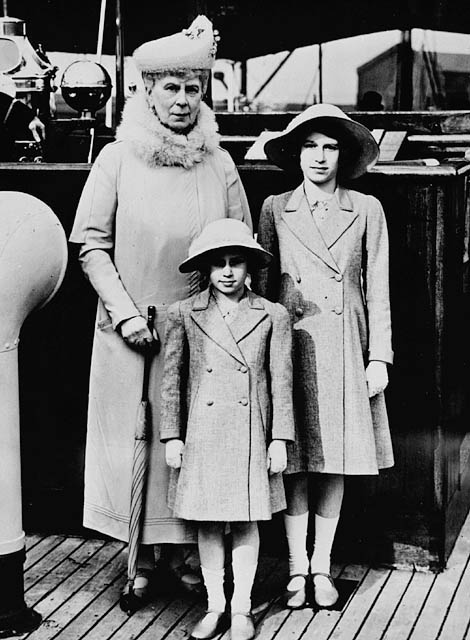
Małgorzata (w środku) z babką, królową Marią, i siostrą, Elżbietą

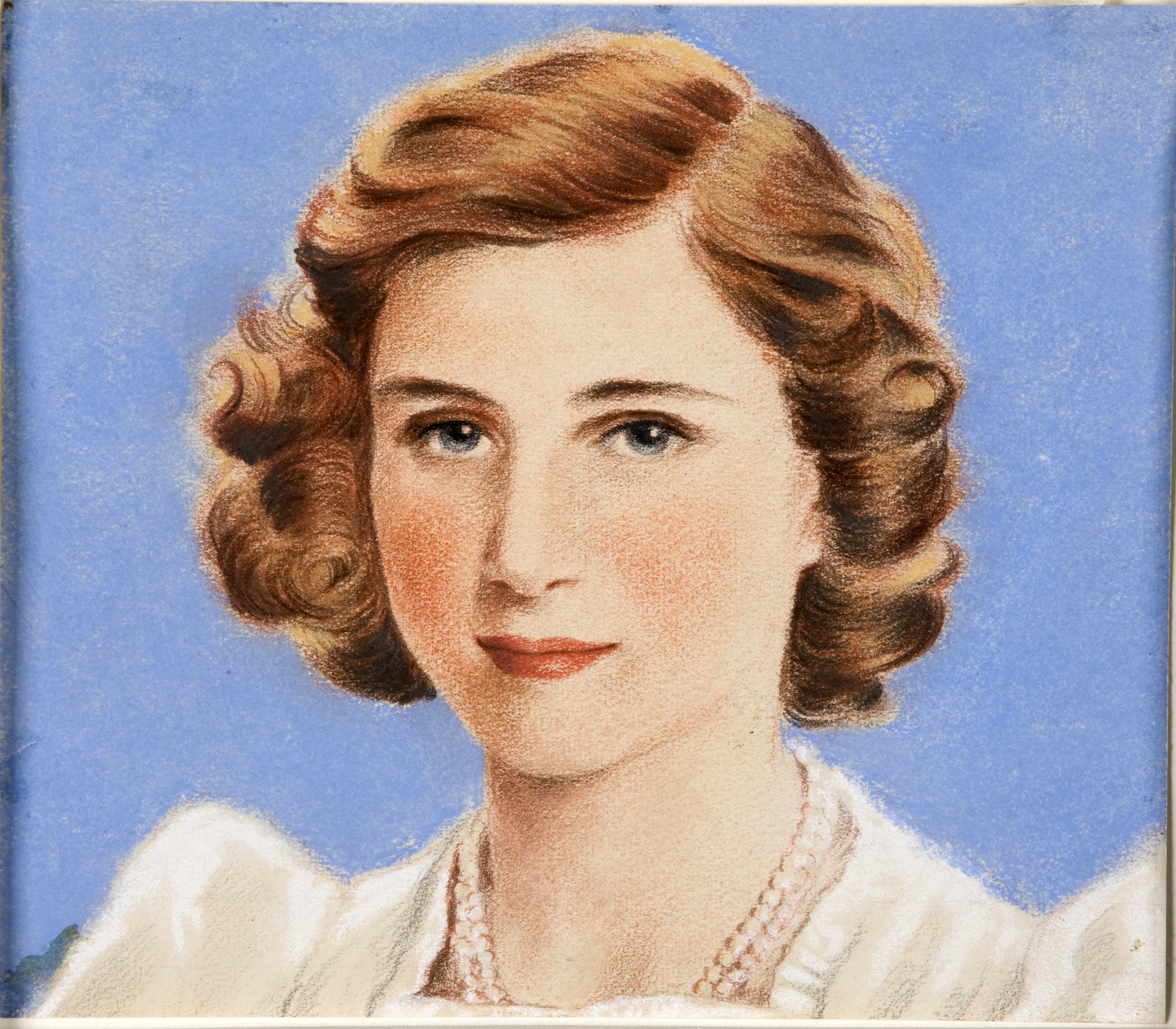
Księżniczka Małgorzata (1944)

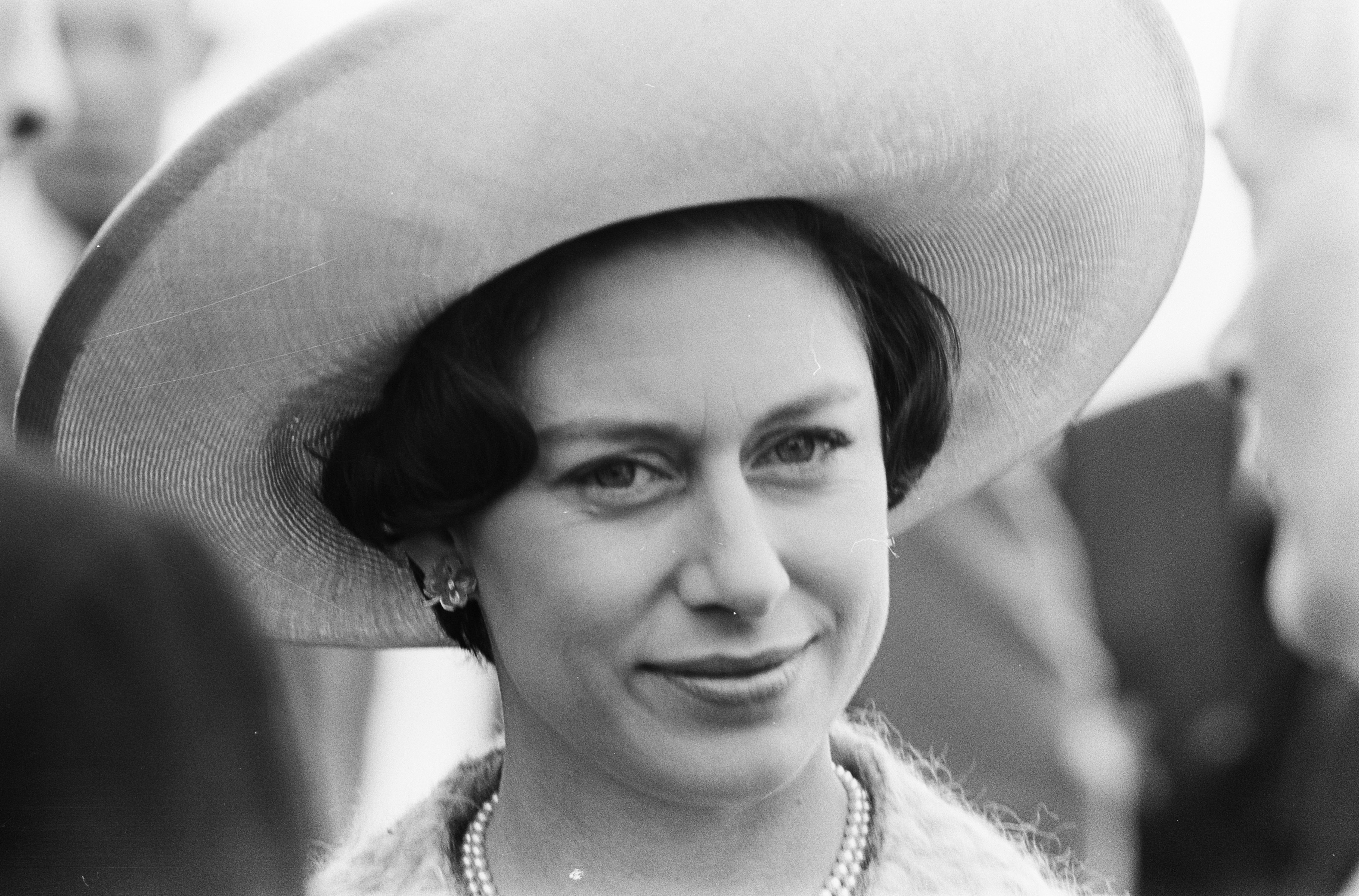
Księżniczka Małgorzata (1965)

Urodziła się poprzez cięcie cesarskie. Była młodszą córką Alberta, księcia Yorku, późniejszego króla Jerzego VI i jego żony Elżbiety Bowes-Lyon. Wychowywała się na dworze królewskim razem ze starszą siostrą, Elżbietą. Z zainteresowaniem zajmowała się jazdą konną, pływaniem, ogrodnictwem i muzyką, od wczesnego dzieciństwa grała na fortepianie.
W połowie lat 50. była bliska zawarcia małżeństwa z pilotem Peterem Townsendem, bohaterem bitwy o Anglię. 31 października 1955 zrezygnowała ze ślubu za radą arcybiskupa Canterbury oraz wobec groźby utraty praw do tronu (Townsend był rozwodnikiem) . 6 maja 1960 poślubiła fotografa Antony’ego Armstronga-Jonesa, mianowanego przez królową Elżbietę II lordem Snowdon. Ich ślub był pierwszym w dziejach Windsorów, który transmitowała telewizja. Po ślubie udała się z mężem w podróż poślubną na wyspę Mustique na Karaibach. Mieli dwoje dzieci: syna Davida Jonesa (ur. 3 listopada 1961) i córkę Sarah (ur. 1 maja 1964). W 1973, wciąż pozostając żoną Snowdona, Małgorzata nawiązała romans z młodszym o 18 lat Roddym Llewellynem, czym wywowała skandal obyczajowy. W 1978 rozwiodła się z mężem, a trzy lata później zakończyła romans z Llewellynem.
W związku z przynależnością do rodziny królewskiej była patronką lub przewodniczącą wielu instytucji i organizacji, m.in. Rady Towarzystw Kształcenia Dziewcząt, Narodowego i Szkockiego Towarzystwa Ochrony Dzieci przed Przemocą w Rodzinie czy Baletu Królewskiego (1957). Udzielała się charytatywnie. Otrzymała doktorat honoris causa z muzyki Uniwersytetu w Londynie, a także Cambridge i Keele. Pełniła także honorowe funkcje wojskowe, m.in. komandora RAF i dowódcy Korpusu Pielęgniarskiego Armii Królewskiej im. Królowej Aleksandry.
Rezydowała w londyńskim Pałacu Kensington.
Uchodziła za osobę słabego zdrowia. Do 1991 nałogowo paliła papierosy i była uzależniona od spożywania alkoholu. Była leczona na alkoholowe zapalenie wątroby, a w 1985 przeszła operację usunięcia części lewego płuca. Na początku 2001 zdiagnozowano u niej udar mózgu, który spowodował częściowy zanik wzroku i niedowład lewej strony ciała. Z tego powodu czasami poruszała się za pomocą wózka inwalidzkiego. Ostatnie publiczne wystąpienie dała w 2001 z okazji 101-lecia ciotki, księżnej Alicji.
Zmarła 9 lutego 2002 o godz. 6.30 czasu lokalnego w King Edward VII’s Hospital Sister Agnes (londyńskim szpitalu króla Edwarda VII) po kolejnym poważnym udarze mózgu. Zgodnie ze swoją wolą została skremowana, a urnę z prochami umieszczono w grobie jej ojca. W następnym miesiącu po jej odejściu zmarła jej matka.

## Odznaczenia
- Imperialny Order Korony Indii (1947)
- Krzyż Wielki Orderu Królewskiego Wiktorii (1955)
- Krzyż Wielki Orderu Szpitala św. Jana Jerozolimskiego (1956)
- Królewski Łańcuch Wiktorii (1990)
- Order Domu Panującego króla Jerzego V
- Order Domu Panującego króla Jerzego VI
- Order Domu Panującego królowej Elżbiety II
- Krzyż Wielki Orderu Korony (Belgia, 1960)
- Krzyż Wielki Orderu Lwa Niderlandzkiego (Holandia, 1948)
- Order Skarbu Korony I klasy (Japonia, 1971)
- Order Lwa, Korony i Tarczy (Królestwo Toro, 1965)
- Order Lśniącej Gwiazdy Zanzibaru I klasy (1956)